# Архів 81
«Архів 81» (англ. Archive 81) — американський драматичний телесеріал з елементами містики та жахів. Творцем серіалу є Ребека Сонненшайн. Серіал вийшов на платформі Netflix 14 січня 2022.

## Сюжет
Архівіста, який відновлює пошкоджені відеозаписи, затягує у вир містичних подій, пов'язаних зі зникненням режисера та діяльністю сатанинської секти. Сюжет заснований на популярному подкасті.

## У ролях

### У головних ролях
- Мамуду Аті — Деніел «Ден» Тернер
- Діна Шихабі — Мелоді Пендрас
- Еван Джонікайт — Семюель Спейр
- Джулія Чан — Анабелль Чо
- Аріана Ніл — Джессіка «Джесс» Льюїс
- Метт Макгоррі — Марк Хіггінс
- Мартін Донован — Верджіл Давенпорт

### Другий склад
- Чарлі Хадсон III — Стівен Тернер
- Кейт Істман — Тамара Стефано
- Крістін Гріффіт — Кассандра Уолл
- Іден Мерішоу — Джон Сміт
- Жаклін Антарамян — Боббі.
- Джексон Роуз Мур — Емілі Тернер
- Сол Міранда — Беатріс Рейєс
- Трейс Малачі — Ден Тернер у дитинстві
- Джорджіна Хейг — Айріс Вос

## Виробництво

### Розробка
26 жовтня 2020 року було оголошено, що Ребека Сонненшайн стане шоуранеркою та виконавчою продюсеркою телесеріалу у жанрі жахів, який буде створено компанією Atomic Monster для платформи Netflix. Виконавчими продюсерами стануть Джеймс Ван і Пол Гарріс Бордман, останній також стане сценаристом. 5 січня 2022 стало відомо, що іншими виконавчими продюсерами проєкту стали Майкл Клір, Ребека Томас і Антуан Дуайхі.

### Фільмування
Знімання серіалу пройшли з 16 листопада 2020 року до 29 березня 2021 року в Піттсбурзі. Ребека Томас стала режисером першої частини першого сезону.

## Оцінки критиків
На сайті-агрегаторі Rotten Tomatoes серіал має рейтинг 88 % на підставі 26 рецензій критиків із середнім балом 7,2 з 10. «Консенсус критиків» говорить: «Загадкова суміш горору і нуару, „Архів 81“ пропонує захопливе надприродне тремтіння, що не дає спокою в хорошому сенсі».
На сайті-агрегаторі Metacritic рейтинг серіалу складає 73 бали зі 100 можливих на підставі 16 рецензій критиків, що означає «загалом позитивні відгуки».